# Hildebrand István
Hildebrand István (Budapest, 1928. szeptember 26. – Budapest, 2022. március 29.) a Nemzet Művésze címmel kitüntetett, Kossuth- és Balázs Béla-díjas magyar filmoperatőr és rendező.

## Életpályája
1946–1950 között a Színház- és Filmművészeti Főiskola filmoperatőr szakán tanult. Híradóoperatőr az Új Magyar Filmirodánál, a Híradó- és Dokumentumfilmstúdiónál, a Hunnia Filmgyárban, majd a Budapest Filmstúdióban. 1950–1953 között a Színház- és Filmművészeti Főiskola tanára volt. 1952–1957 között rövidfilm-, 1957-től játékfilm-operatőr. 1970-től tíz évig a Mafilm Nemzetközi Stúdió főoperatőre volt. 1986-tól a Pannónia Filmstúdió főoperatőre, 1991-től a Videovox Stúdió produkciós és művészeti vezetője volt.

## Filmjei

### Játékfilmek
- Gerolsteini kaland (1957)
- Razzia (1958)
- Égrenyíló ablak (1959)
- Merénylet (1959)
- Csutak és a szürke ló (1960)
- Három csillag (1960)
- Kilenc perc… (1960)
- Katonazene (1961)
- Délibáb minden mennyiségben (1961)
- Az utolsó vacsora (1962)
- Kertes házak utcája (1962)
- Fotó Háber (1963)
- Az aranyfej (1963)
- A kőszívű ember fiai I-II. (1965)
- Fény a redőny mögött (1965)
- Patyolat akció (1965)
- És akkor a pasas (1966)
- Egy magyar nábob (1966)
- Kárpáthy Zoltán (1966)
- Változó felhőzet (1966)
- Kártyavár (1967)
- Tanulmány a nőkről (1967)
- A veréb is madár (1968)
- Az oroszlán ugrani készül (1969)
- Történelmi magánügyek (1969)
- Szerelmi álmok – Liszt (1970)
- Fuss, hogy utolérjenek! (1972)
- Lila ákác (1973)
- Ballagó idő (1975)
- A királylány zsámolya (1976)
- A néma dosszié (1977)
- Rád van bízva (1978)
- A Pogány Madonna (1980)
- Psyché és Nárcisz (1980)

### Tévéfilmek
- Honfoglalás 1-3. (1963)
- Vízivárosi nyár (1964)
- Oly korban éltünk (1966)
- Az Aranykesztyű lovagjai (1968)
- A régi nyár (1970)
- A 0416-os szökevény (1970)
- Villa a Lidón (1971)
- Sztrogoff Mihály (1975)
- Le Jeune Homme et le Lion (1976)
- A téli palota fantomja (1977)
- Manon Lescaut (1978)
- Mozart (1982)
- A capuai fiúk üzenete

## Díjai, kitüntetései
- Balázs Béla-díj (1960)
- Magyar Filmkritikusok Díja – Legjobb operatőr (1962, 1967)
- Érdemes művész (1979)
- A Magyar Köztársasági Érdemrend kiskeresztje (1994)
- Szkíta Aranyszarvas díj (2004)
- Legenda-díj (2007)[6]
- a Magyar Filmszemle életműdíja (2008)
- Magyar Filmkritikusok Díja – Életműdíj (2016)[7][8]
- CineFest Miskolci Nemzetközi Filmfesztivál életműdíja (2018)
- Kossuth-díj (2019)
- A Nemzet Művésze (2020)
- A Magyar Filmakadémia életműdíja (2022) /posztumusz/[9]